# Јеменски ријал
Јеменски ријал (арапски: ريال يمني) је званична валута у Јемену. Међународни код је YER. Ријал издаје Централна банка Јемена. У 2006. години инфлација је износила 20,8%. Један ријал састоји се од 100 филса.
Након уједињења Северног Јемена и Јужног Јемена 1990. године, и северни ријал и јужни динар су наставили да буду званично платно средство током прелазног периода где се један динар мењао за 26 ријала. Динар је повучен из употребе 1996. Прве кованице уједињеног Јемена су почеле да се издају 1993. 
Постоје новчанице у износима 50, 100, 200, 250, 500 и 1000 ријала и кованице 1, 5, 10 и 20 филса.